# Пентафилаксовые
Пентафилаксовые (лат. Pentaphylacaceae) — небольшое семейство цветковых растений порядка Верескоцветные (лат. Ericales), содержащее 12 родов и около 337 видов.

## Ареал
Ареал пентафилаксовых разобщённый. В палеотропике они распространены от юга Китая до полуострова Малакка и Суматры, а также в Африке и на Канарских островах. Часть представителей обитает в неотропике.

## Ботаническое описание
Пентафилаксовые — кустарники или небольшие деревья. Очерёдные, часто расположенные в два ряда листья черешковые, мягкие и лёгкие. Край листа цельный, изрезанный или волнистый. Прилистники чаще всего отсутствуют.
Цветки, как правило, одиночные, в листовых пазухах, редко собраны в боковые или верхушечные группы. Цветки однополые или двуполые, радиально-симметричные, пятичленные, с двойным околоцветником. Виды с однополыми цветками двудомны. Пять чашелистиков свободны. Пять свободных лепестков зеленоватые или желтоватые, редко, например у представителей рода Balthazaria, оранжево-красные. До 30 свободных фертильных тычинок располагаются простым кругом. Тычиночные нити короткие, а пыльники длинные. Представители трибы Frezierieae имеют 3, а других триб — 5 плодолистиков, слившихся в один с образованием общей завязи и синкарпного гинецея.
Плод — ягода или коробочка с деревянистым околоплодником и более или менее крылатыми семенами. Зародыш имеет U-образную форму.

## История
Семейство Пентафилаксовые было описано в 1897 году Адольфом Энглером. Некоторые авторы относят к этому семейству лишь один вид Pentaphylax euryoides. Новые исследования значительно расширили состав семейства. Большинство недавно включённых в состав пентафилаксовых видов отнесены в подсемейство Ternstroemioideae, которое раньше рассматривали в составе семейства Чайные (лат. Theaceae).

## Таксономия
Семейство содержит 12 родов и около 337 видов, разделённых на 3 трибы.
- Adinandra Jack
- Anneslea Wall.
- Archboldiodendron Kobuski
- Balthasaria Verdc.
- Cleyera Thunb. — Клейера
- Eurya Thunb. — Эврия
- Freziera Sw. ex Willd.
- Pentaphylax Gardner & Champ. typus
- Poeciloneuron Bedd.
- Symplococarpon Airy Shaw
- Ternstroemia Mutis ex L.f. — Тернстремия
- Ternstroemiopsis Urb.
- Visnea L.f.

## Фотогалерея
- Eurya emarginata
- Eurya japonica
- Ternstroemia gymnanthera
- Cleyera japonica